# Amelora goniota
Amelora goniota là một loài bướm đêm trong họ Geometridae.